# När vi i högsta nöden står
När vi i högsta nöden står (Wenn wir in höchsten Nöten sein) är en psalm av Paul Eber från omkring 1566, översatt av okänd, möjligen Sigfrid Aronus Forsius, 1614. Texten i 1695 års psalmbok bearbetades därefter för Runebergs finska psalmboksförslag 1857 och än en gång ytterligare i 1889 års Förslag till reviderad psalmbok för svenska kyrkan. I modern tid har den bearbetats av Anders Frostenson 1977. 
Melodin är en tonsättning från Strassburg 1542 och enligt Koralbok för Nya psalmer, 1921 samma melodi som används till psalmen Uti din nåd, o Fader blid (1819 nr 250).

## Publicerad som
- Nr 307 i 1695 års psalmbok under rubriken Uthi stora Landzplågor
- Nr 636 i Nya psalmer 1921, tillägget till 1819 års psalmbok under rubriken "Det Kristliga Troslivet: Troslivet i hem och samhälle: Det kristna samhället: Folkets botdagar".
- Nr 155 i 1937 års psalmbok under rubriken "Botdagen".
- Nr 540 i 1986 års psalmbok under rubriken "Bättring - omvändelse".
- Nr 349 i Svensk psalmbok för den evangelisk-lutherska kyrkan i Finland (1986) under rubriken "Skuld och förlåtelse" med något annorlunda text än i Den svenska psalmboken.